# Waterville (Maine)
Waterville is een plaats (city) in de Amerikaanse staat Maine, en valt bestuurlijk gezien onder Kennebec County.

## Demografie
Bij de volkstelling in 2000 werd het aantal inwoners vastgesteld op 15.605. In 2006 is het aantal inwoners door het United States Census Bureau geschat op 15.639, een stijging van 34 (0,2%).

## Geografie
Volgens het United States Census Bureau beslaat de plaats een oppervlakte van 36,4 km², waarvan 35,2 km² land en 1,2 km² water. Waterville ligt op ongeveer 33 m boven zeeniveau.

## Geboren
- George Mitchell (1933), openbaar aanklager, rechter, senator, diplomaat, topfunctionaris en wetenschapper

## Plaatsen in de nabije omgeving
De onderstaande figuur toont nabijgelegen plaatsen in een straal van 24 km rond Waterville.

## Partnersteden
- Kotlas (Rusland)